# Henri Alfred Auguste Dubois
Henri Alfred Auguste Dubois,  nacido en Roma el año 1859, fallecido en 1943, es un escultor y grabador de medallas francés.

## Datos biográficos
Nacido en Francia en 1859. Su padre, Alphée Dubois, también escultor, fue su primer maestro.
En la École nationale supérieure des beaux-arts de París fue alumno de Chapu y de  Falguière.
Obtuvo el segundo Gran Premio de Roma de grabado en 1878.

## Obras
Una importante colección de medallas, grabadas por Dubois, se conservan en el Museo de Bellas Artes de Burdeos:
- La medalla conmemorativa de la Exposición Universal de París de 1889.
- La titulada A la mémoire d'un soldat, anterior a 1899.
- Las Alegorías de :

la República francesa,
la Marina francesa,
de la Villa de Burdeos,
de las Letras.
- La conmemorativa del concurso internacional de tiro celebrado en Lyon en 1894.
- La alegoría del coraje (1879).
- La titulada Jeune homme ailé portant un cartouche.
- La alegoría de una villa.
- El retrato de su padre, Alphe Dubois.
- La del Monumento elevado a la gloria del almirante Courbet.
- El Retrato de de P. Vallery Radot (rectangular)
- La titulada Saint Michel terrassant le dragon
- La de la Union des Femmes de France et de la Croix Rouge
- La alegoría de un Guerrero muerto por la Patria

La del Monument aux Morts··

## Galería

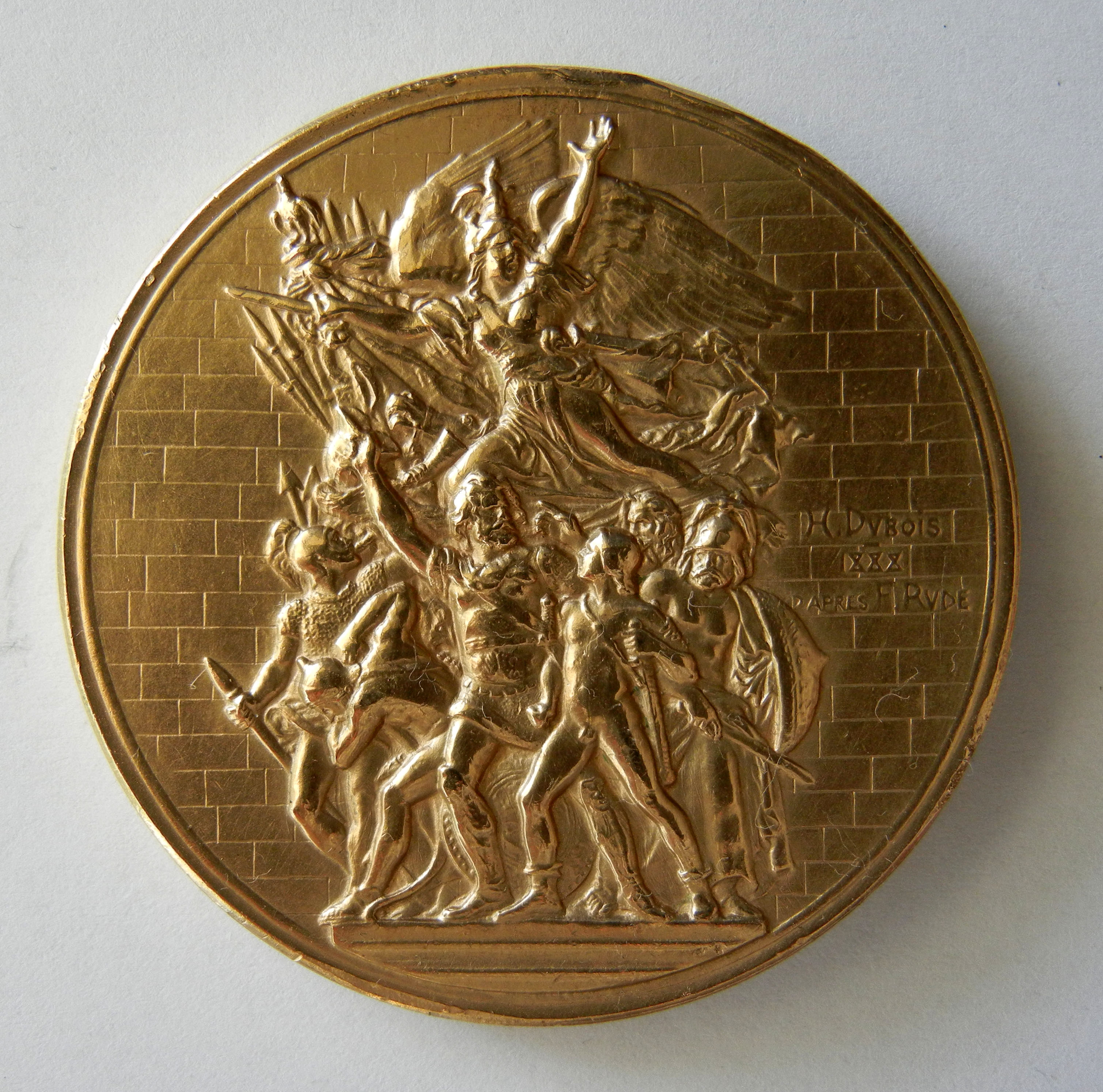
Médaille Union des sociétés d'instruction militaire de France. , recto
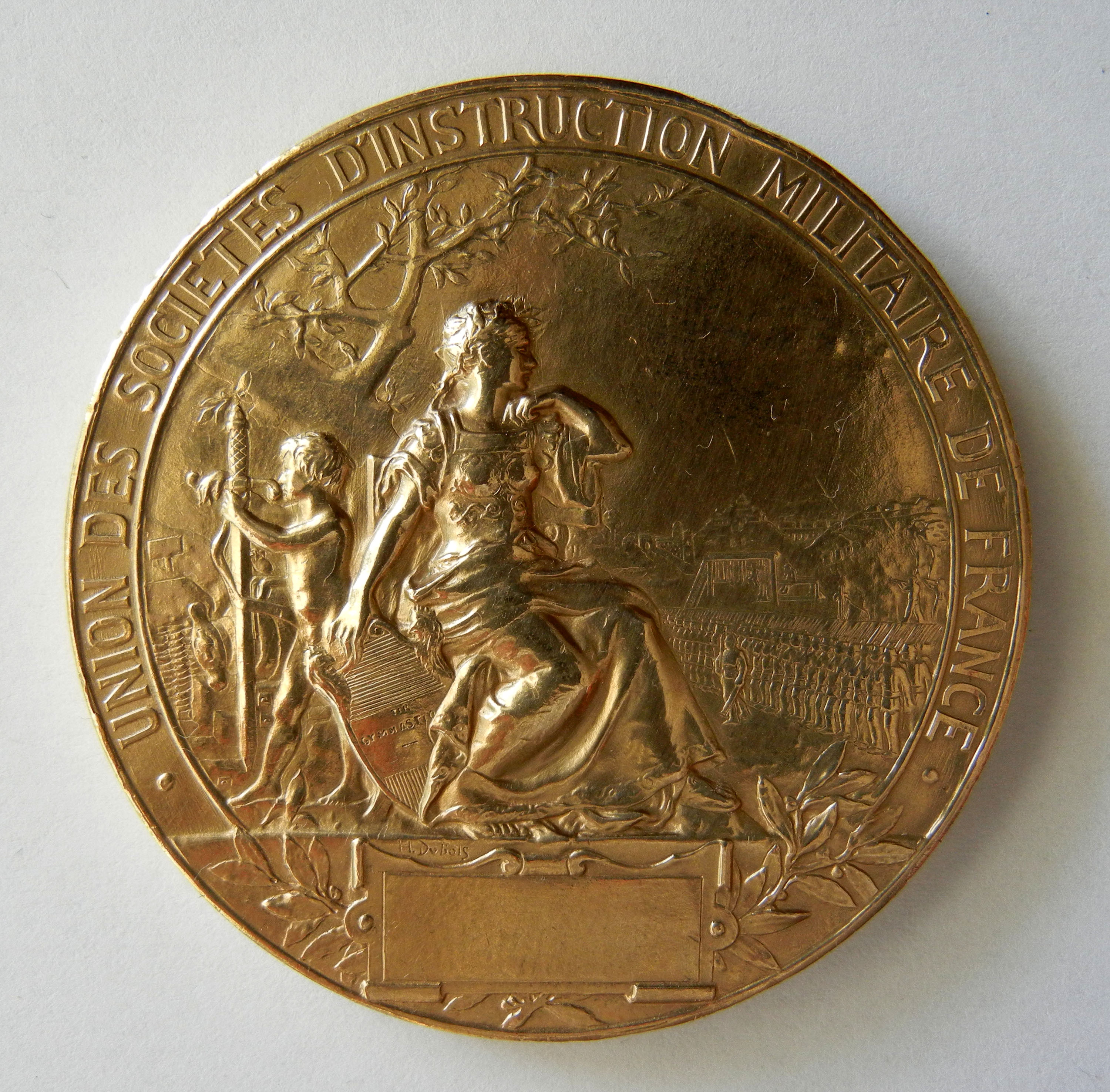
Médaille Union des sociétés d'instruction militaire de France. , verso.